# 罗斯科 (南达科他州)
罗斯科（英語：Roscoe）是美国南达科他州下属的一座城市。根据2010年美国人口普查，该市有人口327人。论人口在本州排行第150。